# Saletto
Saletto là một đô thị thuộc tỉnh Padova vùng Veneto, located about 70 km về phía tây nam của Venezia và cách khoảng 35 km về phía tây nam của Padova. Tại thời điểm ngày 31 tháng 12 năm 2004, đô thị này có dân số 2.659  người và diện tích 10,8 km².
Saletto giáp các đô thị: Megliadino San Fidenzio, Montagnana, Noventa Vicentina, Ospedaletto Euganeo, Poiana Maggiore, Santa Margherita d'Adige.